# Chimarra oreithyia
Chimarra oreithyia is een schietmot uit de familie Philopotamidae. De soort komt voor in het Oriëntaals gebied.